# Sojuz TM-11
Sojuz TM-11 (ryska: Союз ТM-11) var en flygning i det sovjetiska rymdprogrammet. Flygningen gick till rymdstationen Mir. Farkosten sköts upp med en Sojuz-U2-raket från Kosmodromen i Bajkonur den 2 december 1990. Den dockade med rymdstationen den 4 december 1990.
På grund av att Progress M-7 misslyckades med att docka med Mirs Kvant-1-modul flyttades Sojuz TM-11 den 26 mars till Kvant-1:s dockningsport.
Farkosten lämnade rymdstationen den 26 maj 1991. Några timmar senare återinträdde den i jordens atmosfär och landade i Sovjetunionen.
Japans första astronaut, Toyohiro Akiyama sköts upp med farkosten.